# 及川浩治
及川 浩治（おいかわ こうじ、1967年2月15日 - ）は、日本のピアニスト。

## 来歴
宮城県登米郡迫町（現・登米市）出身。4歳よりピアノを始める。
1984年、ヴィオッティ・ヴァルセージア国際コンクール第1位受賞。1985年、国立音楽大学に入学。1986年、ブルガリア国立ソフィア音楽院に留学。留学中の1987年、アレクシス・ワイセンベルクの公開セミナーに参加し、ワイセンベルクの意向により設けられた最優秀特別賞を受賞。練習用のグランドピアノを授与される。
1990年、マルサラ国際コンクール第1位受賞。ショパン国際ピアノコンクールDistinctions選出。1991年、国立音楽大学に復学。1992年、日本国際音楽コンクールにおいて第2位受賞。
1995年3月、サントリーホール大ホールにてデビュー。1995年11月、サル・プレイエルにて、佐渡裕指揮／ラムルー管弦楽団との共演でパリ・デビュー。1997-1998年、ヴァイオリニストの五嶋みどりとデュオを組み、全国各地で演奏。1999年、コンサート・ツアー「ショパンの旅」を行う。
2025年（令和7年）4月6日、出身地である宮城県登米市の「とめふるさと大使」に任命される。